# Aglais (música)
Aglais (siglo III a. C.) fue una músico de la Antigua Grecia.
Era hija de Megalokles o Megakles. Aglais se desempeñó como músico profesional (trompetista) en Alejandría, Egipto. Fue contratada para procesiones públicas y festividades y parece haber sido una músico conocida de su época. Durante uno de sus encargos, apareció en una procesión vestida con una peluca y un casco, asemejándose a la diosa Atenea.